# سولچیس و ایگلسینته

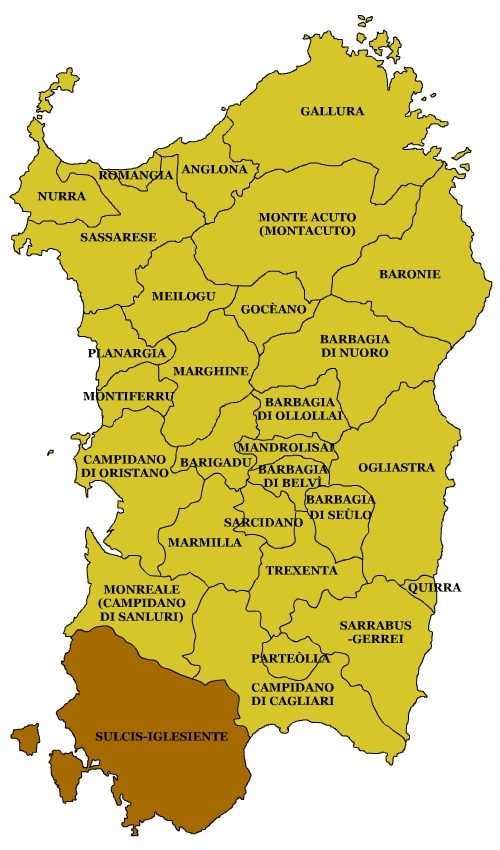
Sulcis-Iglesiente

سولچیس و ایگلسینته (به ایتالیایی: Sulcis-Iglesiente)منطقه‌ای تاریخی در جنوب‌غربی جزیرهٔ ساردینیا است که همان‌طور که از نامش پیداست، از دو ناحیه سولچیس و ایگلسینته تشکیل شده و در استان ساردینیای جنوبی قرار دارد.
شهرهای اصلی این ناحیه ایگلزیاس و کاربونیا هستند. هر دو شهر، اولی در سال ۱۲۷۲ و دومی در سال ۱۹۳۸، برای تشویق فعالیت‌های معدنی تأسیس شدند.